# الدوايمة
الدوايمة هي قرية فلسطينية مهجّرة، تبعد عن مدينة الخليل نحو 24 كيلو متر، وتبلغ مساحة أراضيها "60585" دونم. ويمكن أن تعد من أراضي الخليل. 
ترتفع الدوايمة 350 م عن سطح البحر، ويحيط بها أراضي قرى إذنا ودورا والقبيبة وبيت جبرين وعرب الجبارات. قدر عدد سكانها عام 1922 (2441) نسمة وفي عام 1945 (3710) نسمة. قامت العصابات الصهيونية المسلحة بهدم القرية وتشريد أهلها البالغ عددهم عام 1948 (4304) نسمة. وبلغ مجموع اللاجئين من هذه القرية في عام 1948 حوالي (3358) نسمة.

## التسمية
سماها الكنعانيون «بَسقة» أي «المرتفع»؛ وقد ذكرت بهذا الاسم في العهد القديم. نزلت بها بعض الحملات الصليبية في العصور الوسطى وأسماها الأوروبيون الغزاة «بيتا واحيم». ويرجع سبب تسمية القرية بالدوايمة نسبه إلى المطرية العرب اللذين مكثو فيها ويرجع أصلهم إلى نجد في الحجاز في منطقة تسمى دومة الجندل والمرجح أن دومة هي سبب التسمية، وينسب أيضا إنها سميت بالدوايمة على اسم شيخ كان يسمى علي عبد الدايم وهذا غير مرجح فالمطرية أصلًا كانو يعيشون في القرية وهو ضيف عليهم ومكث في القرية حتى توفي فيها.

## التاريخ
في العصر التاريخي 3000 قبل الميلاد، نزل الكنعانيون أراضي منطقة الخليل، وإليهم تنسب معظم مدن وقرى تلك المنطقة. وأن قرية الدوايمة، ربما تقوم على البقعة التي كانت تقوم عليها قرية بصقة - BASCCA- الكنعانية. وفي القرن الثالث عشر قبل الميلاد، نزلت جماعات أمورية وهي قبائل عربية جنوب فلسطين، وانشأوا لهم مدناً في مناطق لخيش، وتل الحسي، وتل النجيلة، فضلاً عن تجديد وتوسيع مدينة لخيش نفسها، وأحاطوها بأسوار حجرية ضخمة قوية، فصاروا بذلك يسيطرون على المواقع العسكرية جنوب فلسطين. وعندما نزل الفلسطينيون في الشريط الساحلي بين غزة ويافا قبل الميلاد، بأكثر من ألف عام، من جزيرة كريت، امتد نفوذهم في الأراضي الداخلية حتى المرتفعات. فقد عثُر في منطقة لخيش على نماذج الخزف، أدخلوها معهم، منها أوان خزفية للشرب. وفي زمن الممالك اليهودية، كانت الدوايمة ضمن نفوذ مملكة يهودا. وبعد أن فرغ نبوخذ نصر البابلي من تدمير المملكة، حاصر لخيش، ثم أمر بتدميرها تدميراً كاملاً، وسبي سكانها. وفي العهد الروماني، عادت لخيش ونهضت، وأعيد لها بعض عمرانها ويدل على ذلك عشرات الكهوف والمغائر الكبيرة. فضلًا عن بقايا معاصر الخمر، والمدافن الجماعية المنحوتة في الصخر. ويقول الأهالي، أن بعض الكهوف مقسمة من الداخل إلى حجرات نوم، وقاعات استقبال، وبعضها الآخر، ربما كان يستخدم نكثات للجيش. وفي صدر الإسلام، وطأت أقدام المسلمين أراضي الدوايمة، أثناء حفهم الأول بقيادة عمرو بن العاص لاحتلال قلعة بيت جبرين الرومانية.ولما وقعت كل فلسطين للسيطرة الإسلامية، تدفق إليها عشرات العلماء والفقهاء، لوعظ وإرشاد المسلمين. فكان إن نزل أحدهم ويدعى - بشير بن عقربة أبو اليمان – منطقة الدوايمة، ما لبث أن دفن في خربة تحمل اسمه حتى اليوم، وهي خربة بشير، بجوار قرية الدوايمة. وفي العصور الوسطى، استولى الإفرنج أثناء الحروب الصليبية على منطقة الخليل عام 1099م. وكانت من أملاك غود فري دي بوايون. وقد ورد ذكر الدوايمة في كتاباتهم باسم (Bethawahin)، أي بيت واهين. وأثناء معارك التحرير، اتخذت جيوش صلاح الدين، مواقع لها في أراضي الدوايمة، لضرب الصليبيين في قلعة لخيش الحصينة. ولما رحل الإفرنج عن قلعة الداروم قرب دير البلح، ونزلوا على ماء الحسي، قلاب الدوايمة من جهة الغرب، خرج عليهم المسلمون، وقاتلوهم قتالاً شديداً. ثم انهزمالصليبيون ورحلوا عن الحسي، وتفرقوا فريقين، فريق ذهب إلى الساحل، وفريق جاء بيت جبرين، وكانت قلعتها لا تزال في أيدي الصليبيين.وفي عهد دولة المماليك كانت أراضي الدوايمة، منطقة عسكرية، ومقراً لجماعات سكانية كبيرة، عاشت فيها لسنوات طويلة. ويدلنا على ذلك عدد من المقامات، وبقايا محراب لمسجد قديم متهدم، عثر عليه الأهالي قرب أحد الكهوف في خربة حزانة جنوب الدوايمة، كان الرعاة والمزارعون منهم يصلون فيه أحياناً.
بعد نكبة عام 1948م وتهجير سكانها العرب قسراً منها، أقيم على أنقاضها عام 1955م مستعمرة "أماتزياه" اليهودية، ودعيت باسمها هذا نسبة إلى "أمصيا" أحد ملوك المملكة اليهودية الذي امتد حكمه من "800- 783 قبل الميلاد ومن جرائمه قتله عشرة آلاف "آدومي" وسبي عشرة آلاف آخرين جنوب البحر الميت وأتى بالأسرى إلى البتراء شرق نهر الأردن وأمر بطرحهم من فوقها فماتوا جميعاً. 
أدت حالة الفوضى وعدم الاستقرار التي عاشتها فلسطين، ومعظم أجزاء بلاد الشام في عهود خلت، إلى أن تشهد كثير من المناطق فراغاً سكانياً أو شبه فراغ. بعد أن باتت حياة الناس فيها، حياة خوف وتنقل من منطقة إلى أخرى، حيث يوجد الأمن والسلام والرزق. من هنا فإن الباحث في تاريخ نشأة أي قرية، لا يستطيع أن يقطع البدايات، وكل ما يمكن التثبت منه بخصوص النشأة الحديثة لقرية الدوايمة إنها تعود إلى بضعة قرون من السنين. وقد يتفق ذلك مع مجيء العثمانيون إلى البلاد العربية في عام 1516م، وقبل ذلك بقليل، على أنقاض دولة المماليك. والمعروف بين أهالي الدوايمة بالتواتر والتوارث، أن (الزعاترة) هم أول من سكنوا الدوايمة في وقتنا الحاضر. وذلك بعد أن ارتحل إليها جدهم الشيخ - حسين بن أحمد الكيلاني وعائلته- من خربة البرج في دورا، وسكنوا بعض مغارات خربة المجدلة. 
 وقيل إن أقدم من سكنها هم (المناصرة) وقد قدموا من بلدة (بنو عام) التي كانت تسمى في العهد الروماني (كفر البريك) وهم أحفاد نعيم بن أوس الداري الخليلي. وبمضي الوقت، أخذت أفواج أخرى من العائلات والأسر والأفراد في التوافد على الدوايمة والاستقرار فيها، يحرثون ويزرعون، في حياة هادئة. فكثر سكانها وكبر حجمها. فغدت قرية كبيرة، بعد أن كانت خربة بسيطة. وكانت من أوائل العائلات التي سكنت الدوايمة بعد الزعاترة عائلة ال الواوي التي ترد أصولها إلى الرحالة المقدسي شمس الدين أبو عبد الله محمد بن أحمد بن أبي بكر البناء المقدسي الملقب (بالواوي). وعائلة الشيخ علي الغماري من أحفاد الشيخ عبد السلام بن مشيش الحسني (نسبة إلى الحسن بن علي)المغربي، وعائلة الدين والشيخ علي هو الابن الوحيد لعبد الدايم بن أحمد بن عبد السلام بن مشيش بن أبو بكر بن على بن عيسى الحسني المغربي. ويروي بأن جده «أحمد الغماري» كان رجلاً مباركاً، قدم المغرب العربي من بلده غماره قصد الحج، ثم جاور في المدينة المنورة فترة من الوقت، رحل بعدها مع عدد من الحجاج المغاربة، لزيارة المسجد الأقصى، ثم انتقل بعدها إلى منطقة الخليل، وسكن قرب بلدة الظاهرية، ثم تزوج من عائلة أبي علان وله فيها مقام معروف، يزوره الناس في مناسبات كثيرة. أما الشيخ عبد الدايم، فقد كان خازندار الدولة العثمانية في القدس وتم إعدامه من قبل العثمانيين. وعلى ذلك ترك ابنه الوحيد، الشيخ علي، ونزل خربة المجدلة بجوار مساكن الزعاترة وأبو قطام. وقد نشأت علاقة مصاهرة بينه وبينهم. وبعد وفاته، أقيم على قبره مقام كبير، يقع فوق جبل عال، غرب الدوايمة بحوالي 4كم. أطلق عليه اسم الشيخ علي. تحيط به أشجار حرجية كثيفة وهي شجر الخروب، كان الأهالي يزورونه في مناسبات مختلفة. ويروى بأن الشيخ علي أنجب خمسة أولاد. أربعة منهم، عاشوا في القرية، ولهم فيها ذرار كثيرة. وهم أعمر ومنصور وخليل واسبيتان. أما الخامس، وهو جاد الله فقد هجر القرية نهائياً، ورحل إلى شمال فلسطين ومن ذريته يسكنون بلدة عنبتا، وأما أعمر فقد خرج أحد ابنائه من القرية نتيجه خلاف وهاجر إلى باقة الحطب ومن ذريته في قلقيلية عشائر الداود وشريم ونزال وهم من الأشراف الأدارسة.

### مجزرة الدوايمة
وقعت فيها مجزرة الدوايمة في 29/ 10/ 1948، وهي واحدة من أكبر المجازر التي ارتكبتها المنظمات الصهيونية المسلحة
```
عملية يواف
، وأسفر الهجوم على القرية عن قتل حوالي مائة شخص حتى لم يتبق بيت بدون شهيد، ومارست القوات الإسرائيلية عنصريتها الإرهابية بتكسير رؤوسهم بالعصي، وأعقب المجزرة عملية نزوح كثيفة للسكان من المنطقة خوفاً على حياتهم. على أنقاضها أنشئت عام 1955 مستعمرة «أماتسيا». كان في البلدة عدد من المدافعين عنها غير نظاميين.. وقفت أمام الكتيبة 89 من لواء هنيغف «النقب» وبعد أن احتلت الكتيبة البلدة جمعت ما بين 80-100 من النساء والأطفال وقام الجنود الصهاينة بتحطيم رؤوس الأطفال بالعصي حتى أنه لم يبق بيت في البلدة إلا وبه قتيل، كما تم احتجاز النساء وكبار السن من الرجال داخل البيوت وحرمانهم من الماء والغذاء، وعندما حضر خبير المتفجرات رفض هدم بيتين على رؤوس كبار السن في القرية، ولكن أحد الجنود تبرع بذلك وهدموا كثيرا من البيوت على رأس الأحياء.
```

لقد تبجح أحد الجنود بأنه قتل امرأة وطفلها الرضيع على يديها ولم تتحرك القيادة الإسرائيلية لوقف المذبحة، وبعد أن انتشرت أخبار المذبحة تم إجراء تحقيق صوري مع أفراد الكتيبة التي هاجمت البلدة، وجاء في التقرير بأن سكان القرية قاموا بمهاجمة مستوطنات يهودية قريبة. ومساعدتهم في الهجوم على غوش عصيون. بعد تسرب أنباء عن المذبحة، هجم الصهاينة على بعض الكهوف التي التجأ إليها السكان وقاموا بتوقيف ما بين 500 عربي في صف واحد وقتلوهم بنيران الرشاشات. لقد أكد الجندي الإسرائيلي أن الكتيبة 89 تكونت من إرهابيين سابقين من عصابتي الأرغون[ ؟ ] وشتيرن، وشدد على أن المذبحة ارتكبها قادة ومثقفون، وقد وضع القادة الإسرائيليين عقبات أمام زيارة مراقبي الأمم المتحدة للبلدة، وبعد عدد من الطلبات تم السماح للضابط البلجيكي هوفي وفريقه بزيارة القرية في 8 تشرين الثاني، وقد شاهد الدخان المتصاعد من المنازل وذلك لإخفاء الجثث المتعفنة في القرية وأكد على ذلك عندما قال «أشتم رائحة غريبة وكان بداخلها عظماً يحترق» عندما سأل الضابط البلجيكي عن سبب تفجير المنازل، قال الضابط الإسرائيلي أن بها حشرات سامة، ولذلك قام بنسفها، وعندما سأل عن مسجد البلدة، قال له الضابط الإسرائيلي إنهم يحترمون قدسيته ولا يدخلونه، ولكن بعد أن أطل أحد مرافقي الضابط البلجيكي، وجد اليهود قد استوطنوه، ولم يسمح لفريق الأمم المتحدة بزيارة جنوب القرية بحجة وجود الألغام، مدعين أن سكان القرية قد هربوا قبل أن يصل الجيش الإسرائيلي إليها. كان تعليقاً من قبل وزير الزراعة الإسرائيلي في ذلك الوقت أهارون سيزلينغ الذي قال في مجلس الوزراء الإسرائيلي " أشعر أن هناك أشياء تحدث وتؤذي روحي وروح عائلتي وأرواحنا جميعاً... اليهود أيضاً تصرفوا مثل النازيين وأحس بأن كياني كله قد اهتز".

## تفاصيل جريمة «الدوايمة»
بعد اقتحام العصابات الصهيونية للقرية وارتكاب ما سبق ذكره من أعمال نورد هنا مجموعة من الشهادات الموثقة على لسان عدد من العسكريين والساسة اليهود في إسرائيل ظهرت في السنوات التالية للمجزرة في قرية «الدوايمة» توضح بعض تفاصيل ما جرى في القرية. ومن ذلك تبجح أحد الجنود أمام زملائه قائلا: "لقد اغتصبت امرأة عربية قبل أن أطلق عليها النار" طبقًا لما أورده الباحث "أحمد العداربة" في كتابه «قرية الدوايمة» من منشورات جامعة "بير زيت".. وآخر قال أنه أجبر إحدى النساء من حاضنات الأطفال الصغار على نقل الجثث ثم قتلها هي وطفلها وآخرون أخذوا ثلاث فتيات في سيارتهم العسكرية ووجدن "مغتصبات ومقتولات" في إحدى أطراف القرية.. وطبقًا لشهود عيان من أهالي القرية ظلوا أحياء بعد الجريمة فإن بعض جنود عصابة الـ"إرجون" اليهودية المجرمة أطلقوا النار على طفل يرضع من صدر أمه فـ"اخترقت الرصاصة رأسه وصدر أمه فقتلتهما والطفل يلثم الثدي وبقايا الحليب تسيل على جانبي فمه. وبعد هذه الجرائم فزع المتبقين من أهالي القرية العزل ولجئوا إلى المسج والذي كان يسمى الزاوية وطور الزاغ وهو كهف شهير لتلافي خطر العصابات الصهيونية ولكنهم لاحقوهم وقتلوهم داخل أحد المسجد الكهف فالزاغ" وقدر عدد الذين استشهدوا فيه أبناء أكثر من ثلاثين عائلة ولم ينج منهم إلا امرأة واحدة بين القتلى.. وبعد ذلك قامت العصابات الصهيونية بتقييد الرجال الذين تم الإمساك بهم بالحبال والسلاسل وقادهم الجنود كما وقد تم كشف تفاصيل المجزره في العام 1985 من الشيخ حسن محمود هديب مختار القرية السابق للصحف الاسرائيلية. التقسيم للغزاة تقاد الأغنام ووضعوهم في أحد المنازل ومنعوا عنهم الماء ثم قاموا بتفجير المنزل بالديناميت على رؤوس من فيه. وكان الملجأ الأخير لأهالي «الدوايمة» جامع القرية والذي كان يعرف باسم «جامع الزاوية» وكان المكان الرئيسي لتجمع أهل القرية كما قال «إسماعيل أبو ريان» أحد رجالات «الدوايمة» في كتابه الموسوم أيضا «قرية الدوايمة» وكان يستخدم كمركز تجمع لأفراد الحمولة واستقبال الضيوف وأبناء السبيل وللمناسبات مثل العزاء والزواج ومركز استعلامات وكذلك كان يقصده الشعراء والرواة. وقد لجؤوا إليه اعتقادًا منهم أن الجنود اليهود سيحترمون المسجد فدخلوا المسجد وهم يكبرون ويقرأون القرآن الكريم وهم جاهلون لمصيرهم حيث تم قتلهم جميعا وكان عددهم "75" شخصاً معظمهم من كبار السن والعجزة ممن لم يستطيعوا الفرار على الأقدام وأحرق المسجد بمن فيه بعد إغلاقه بإحكام خوفاً من خروج جرحى محتملين منه ليشهدوا على الجريمة وقد تم دفن جزء من الشهداء في حفرة قرب الجامع حيث كانوا الأهالي يحفرون لتوسعة المسجد والجزء الباقي منهم دفن في قبر جماعي.

## شهادات دولية وإسرائيلية عن المجزرة
بعد عدة أيام من وقوع المجزرة وصل فريق من مراقبي «الأمم المتحدة» إلى القرية برئاسة ضابط الصف البلجيكي «فان فاسن هوفي» بصحبة مجموعة من العسكريين الإسرائيليين وعندما طلب أحد المراقبين الدخول إلى المسجد المغلق تم منعه بحجة أن للمسجد قدسية عند المسلمين ولا يجوز دخوله لغير المسلم.. ولكن المراقب شاهد دخاناً يتصاعد من المسجد فاقترب من النافذة وشم رائحة جثث بشرية تحترق وعندما سأل الضابط اليهودي المرافق عن الدخان والرائحة الكريهة تم منعه من إكمال التحقيق وعندما سأل عن منزل كان يعد للنسف عن سبب ذلك.. قال له: «المنزل يضمّ حشرات طفيلية سامة ولذا سنقوم بنسفه»، وقد قام المراقبون الدوليون بإرسال تقريرًا سرياً إلى رؤسائهم ذكروا فيه: «ليس لدينا شك بأن هناك مجزرة وأن الرائحة المنبثقة من المسجد كانت رائحة جثث بشرية» طبقاً لما ورد في كتاب «احمد العداربة» سالف الذكر عن مذبحة القرية. هذا عن شهادة المنظمة الدولية أما عن المجزرة في شهادات الساسة والمؤرخين الصهاينة فأولاً يقول المؤرخ الإسرائيلي «بني موريس» في كتابه «تصحيح غلطة» والذي نشر على حلقات في جريدة «الدستور» الأردنية بدءا من 15 مارس 2001م: «لقد تمت المجزرة بأوامر من الحكومة الإسرائيلية وأن فقرات كاملة حذفت من محضر اجتماع لجنة حزب الـ مابام«عن فظائع ارتكبت في قرية الدوايمة، الجنود قاموا بذبح المئات من سكان القرية لإجبار البقية على المغادرة». وفي شهادته حول المجزرة قال «إسرائيل جاليلي» قائد فرع العمليات في الجيش الإسرائيلي في حرب عام 1948م وأحد قادة حزب الـ«مابام» الإسرائيلي إنه شاهد: «مناظر مروعة من قتل الأسرى واغتصاب النساء وغير ذلك من أفعال مشينة» وعن الجرائم الصهيونية في فلسطين بوجه عام نقتبس شهادات بعض المؤرخين والحاخامات ومن بينها ما قاله «أهارون كوهين» وهو أحد المؤرخين الجدد في إسرائيل: «تم ذبح سكان قرى بأكملها وقطعت أصابع وآذان النساء لانتزاع القطع الذهبية منها»، أما الحاخام الصهيوني «يوئيل بن نون» فيقول عن هذا الصدد: «إن الظلم التاريخي الذي ألحقناه بالفلسطينيين أكثر مما ألحقه العالم بنا».

## ضحايا مجزرة «الدوايمة»: تقديرات عامة
إن عدد شهداء مذبحة الدوايمة يتباين وفق تقديرات العرب و«الأمم المتحدة» وجيش الاحتلال الإسرائيلي نفسه ما بين 700 إلى 1000 مواطن عربي عدا الذين كانوا يحاولون التسلل للقرية لأخذ أمتعتهم وطعامهم بعد أيام من حصول المجزرة وعلى أي حال فإن الحصيلة تقريبية- يمكن توضيحها كالتالي: أول يومين من المجزرة 29، 30 أكتوبر 1948م "80" شهيدًا منهم 11 شخصًا معظمهم من كبار السن في مسجد الزاوية" وفي 29/10/ 1948م 10 شهداء كانوا يحاولون التسلل للقرية لأخذ متاعهم وطعامهم. الجرحى :8 جرحى كان عدد الجرحى قليل لأن الجنود اليهود حاولوا ألا يتركوا أحياء. والأسرى: 9 أسرى قتل (3) منهم في السجون الصهيونية.

## الأمثال
اعتاد أهالي الدوايمة، في حديثهم، استعمال امثال كثيرة، للتعبير عن شيء ما أو تدعيم موقف معين. ومن بين تلك الأمثال :
لولاي ركبتك ع حصاني ما دسيت ايدك في خرجي.
ان خف الحليب قلت قيمة الراعي.
لولاك يا لسان ما عثرت يا قدم.
رخاوة الحزام تورث الدبر.
الي بقلها جوزها يا عورة، الناس تلعب فيها الكورة.
كون مدير ولا تكون محيّر.
ارفع دقنك سالم الدم.
أنت كبير وانا كبير، مين يسوق الحمير.
ناقص العورة مكحلة.
الردي ردي ولو ذبح كل يوم جدي.
نط من قاع القفة ع ذنيها.
ما بيجي الترياق من العراق الا المقروص ميت.
الشبعان بفت للجعان فت وني.

## أغاني الرعاة الفلاحين
وللي شرب دّراها لا عاش ما رّواها عده طنيب احذاها تفرعوا واعطوها حمر الطولقي اجوها عن مالهم عدوها يخسوا ولا يحووها

## رثاء قرية الدوايمة
في الدوايمة يا ولد نوح ونادي وين الكرم والطيب وين لجوادي
الدوايمة كانوا أسود اعوادي مضافاتهم كانت إلى الضيف جزار
يا حيف دار العز صارت خرابة هذا الحرب الدول ما هي حرابا
بالله انظر دورها والمساجد يا ما دخلها كل راكع وساجد
يا ما سكنها من خيار أماجد عادات اهلها دوم يحموا الجار
انظر لدور مهدمة والمضافات ياما لفى فيها ضيوف العشيات
ياما بها فك القضى والمجالات والزلم فيها الكل شيال قنطار
وجدي على الشباب ثم الشياب الكل منهم مثل فرخ العقاب
_____________________
في يوم المقحز وردنا توريد قبل الحكومة مثل جن النماريد
وسط الطواب يقطع الرأس بالايد بسلاحنا الأبيض خناجر مع النار
اللوم كل اللوم يغشى المباسيط باع الشرف ما فرط بقرش تفريط
ان فلت له اسلح بيادر بتظريط بياعة الوزقن إلى الناس تجار
اين أصحاب المال أين غناهم خلو الحبوب مخزونات وراهم
يا ديرتي بعدك شربت المرار مثل حكم تركيا غدينا فرار
حريمنا مثل العبيد الجواري بعد الحجاب الجار ما ينظر الجار
_____________________
يا دار والله ما طلع في يدينا بالله اعذرينا اليوم يا دار يا دار
يا دار لو معانا مدافع برني ومدافع الهاون معانا تغني
يوم العدو بمصفحاته لفني كنا فدينا الوطن برواح وعمار
الحق ع زعما العرب ما اتونا ولا بمدفع للحرب ساعدونا
لو نخينا الاموات لستنجونا لموات ما تسمع إلى دقة الطار
يا دار بعد هلك غديتي حزينة ياما اهلك ساعدوا لاجئين

## معرض صور

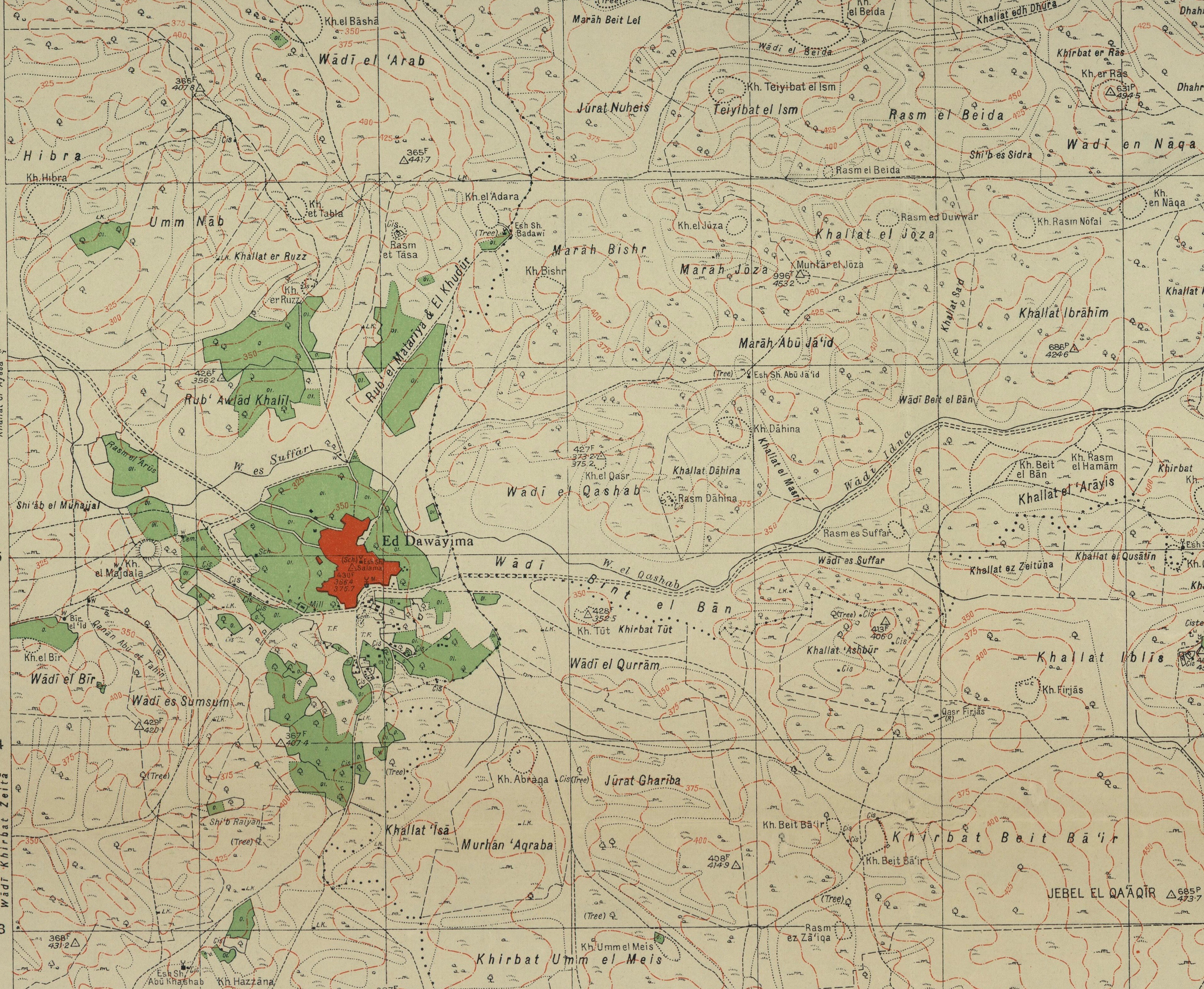
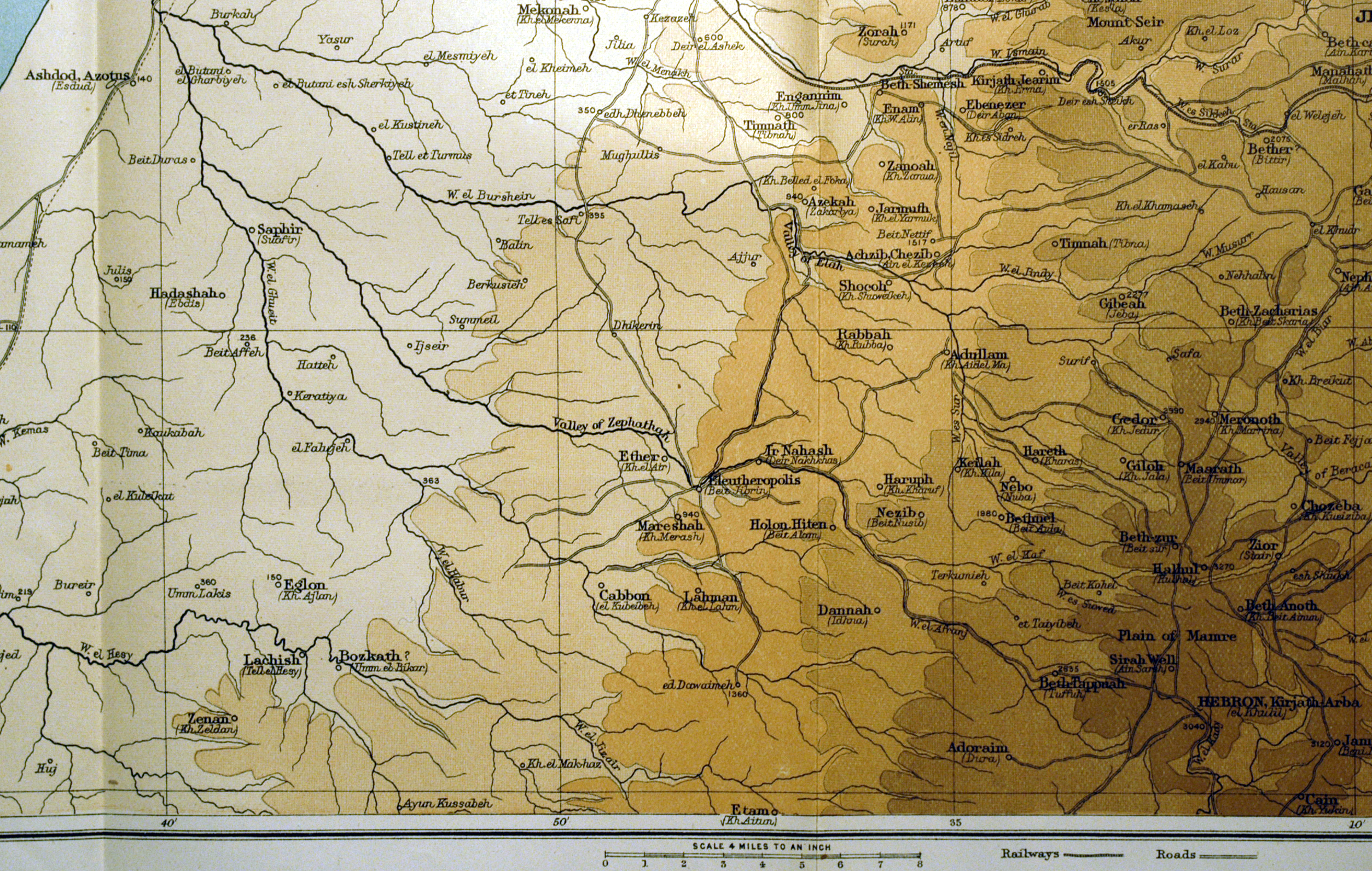
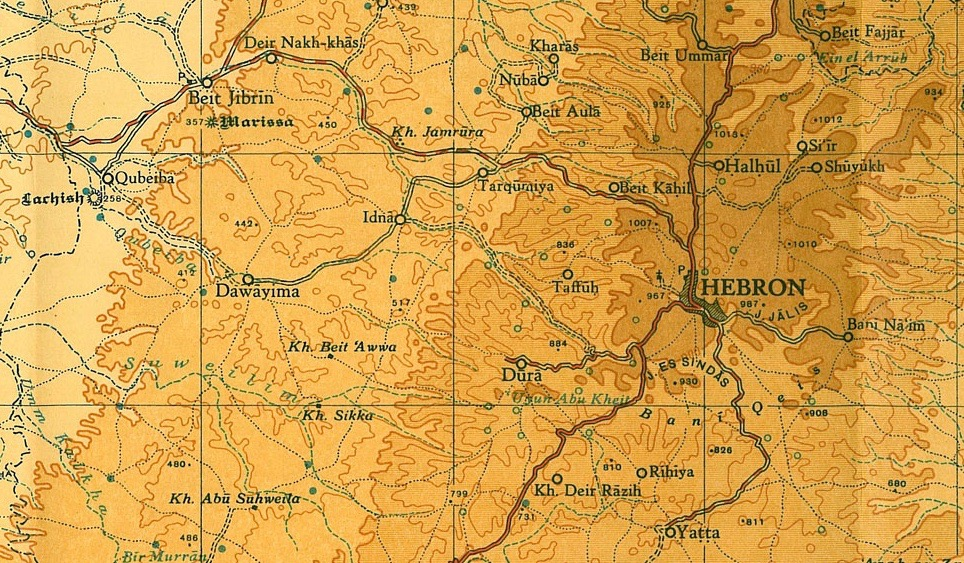